# Terrebonne (Quebec)
Terrebonne é uma cidade localizada na província canadense de Quebec. A sua área é de 156 km², sua população é de 85 000 habitantes, e sua densidade populacional é de 544,8 hab/km² (segundo o censo canadense de 2001). A cidade foi fundada em 1647, e incorporada em 1830. 